# Kingsman (franchise)

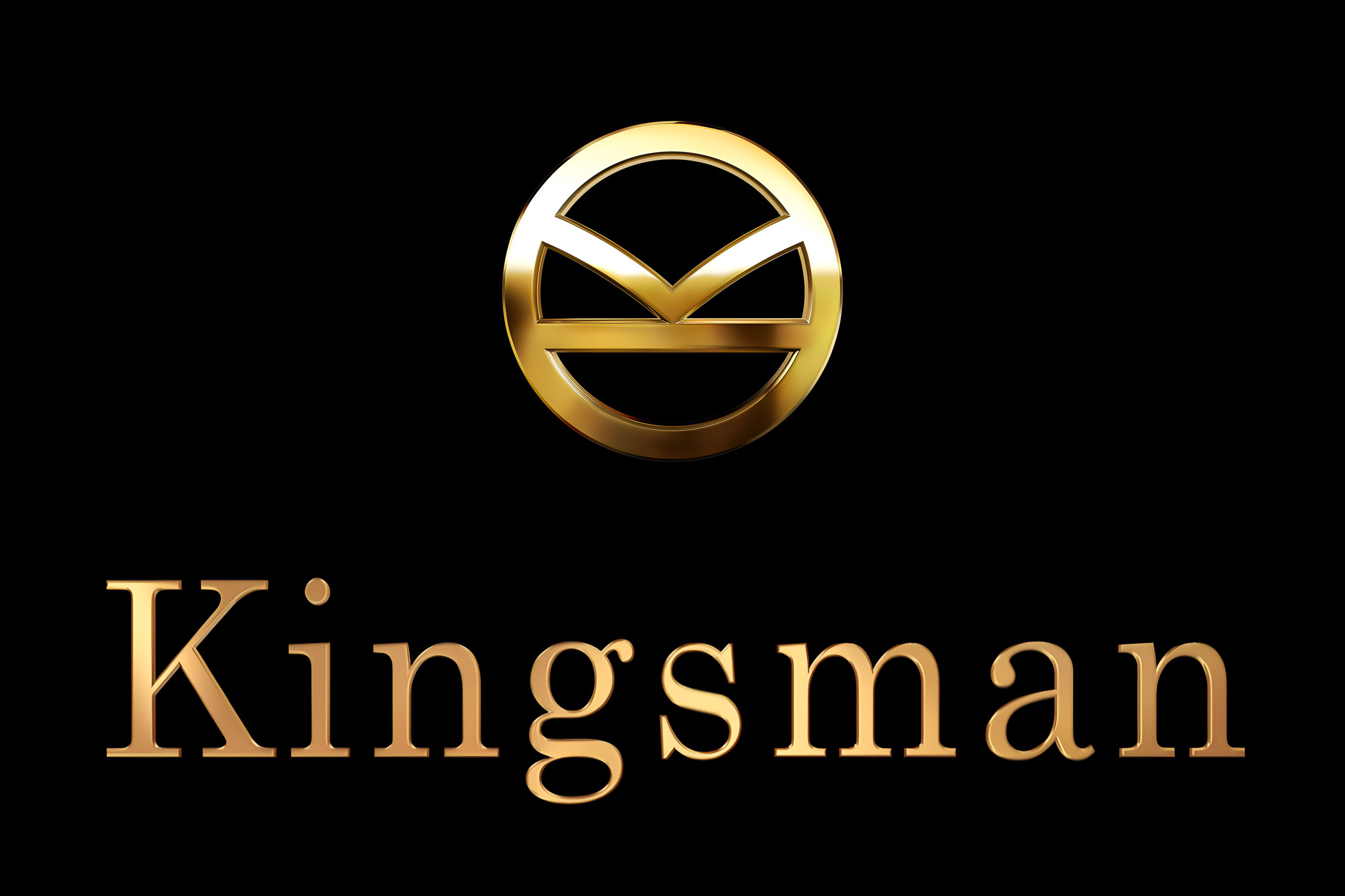
Logo del franchise

L'agente Kingsman Galahad nel primo film

Kingsman è un media franchise britannico, composto da fumetti, film e videogiochi, di genere commedia d'azione, che segue le missioni dell'agente Galahad della Kingsman, un'organizzazione fittizia di servizi segreti.
Basato sull'omonima serie di fumetti creata da Mark Millar e Dave Gibbons, una versione Marvel Comics del 2012 ambientata nel Millarworld, a sua volta basata su un concetto di Millar e Matthew Vaughn, il franchise ha ottenuto successo sia da un punto di vista economico che di critica.
Kingsman: Secret Service (Kingsman: The Secret Service) diretto da Vaughn con una sceneggiatura che ha scritto insieme a Jane Goldman, con Colin Firth e Taron Egerton, è uscito nel febbraio 2015. Sia un film sequel, Kingsman: Il cerchio d'oro (Kingsman: The Golden Circle), sia un fumetto, Kingsman: The Red Diamond, sono usciti nel settembre 2017. Un film prequel, The King's Man - Le origini, con Ralph Fiennes, è uscito nel dicembre 2021. Un fumetto crossover, Big Game, è stato pubblicato nel luglio 2023. I film sono stati distibutiti dalla 20th Century Studios, mentre The Red Diamond e Big Game sono stati pubblicati da Image Comics. Un film crossover, Argylle: La super spia, diretto da Vaughn con protagonista interpretato da Henry Cavill nei panni dell'agente Argylle della Kingsman, è stato distribuito nel febbraio 2024.
La serie di film continuerà con un terzo film di Kingsman, intitolato Kingsman: The Blue Blood, e un secondo film di The King's Man, The King's Man: The Traitor King, nonché uno spin-off televisivo limitato di otto ore, una serie incentrata sull'agenzia di spionaggio americana del franchise, Statesman. Sono stati pubblicati adattamenti dei film e una manciata di videogiochi Kingsman sono usciti dal 2012, sebbene non siano disponibili nel Regno Unito.

## Origine
La serie di film di Kingsman è basata sull'omonima serie di fumetti, iniziata con il fumetto del 2012 The Secret Service. Tre sequel, Mum's the Word, The Big Exit e The Red Diamond, sono seguiti dal 2016 al 2018. La serie, creata da Mark Millar e Dave Gibbons, era inizialmente conosciuta come The Secret Service prima di essere rinominata dopo l'uscita del primo film di Kingsman. È ambientata nell'universo condiviso di Millar, il "Millarworld", mostrato per la prima volta quando si verificano i rapimenti di celebrità avvenuti in Kingsman Vol. 1 sono citati in Kick Ass: The Dave Lizewski Years Book Four, che culmina nella serie Big Game del 2023, con Gary "Eggsy" Unwin che mira a impedire che Mindy McCready / Hit-Girl (da Hit-Girl & Kick-Ass) dall'essere assassinato dalla Fraternità, guidata da Wesley Gibson (da Wanted).

## Film
| Film                             | Data di uscita USA | Regista            | Sceneggiatore                 | Soggetto                     | Produttore                               |
| Trilogia originale               | Trilogia originale | Trilogia originale | Trilogia originale            | Trilogia originale           | Trilogia originale                       |
| -------------------------------- | ------------------ | ------------------ | ----------------------------- | ---------------------------- | ---------------------------------------- |
| Kingsman: Secret Service         | 13 febbraio 2015   | Matthew Vaughn     | Jane Goldman, Matthew Vaughn  | Jane Goldman, Matthew Vaughn | David Reid, Adam Bohling, Matthew Vaughn |
| Kingsman - Il cerchio d'oro      | 22 settembre 2017  | Matthew Vaughn     | Jane Goldman, Matthew Vaughn  | Jane Goldman, Matthew Vaughn | David Reid, Adam Bohling, Matthew Vaughn |
| Kingsman: The Blue Blood         | N.D.               | Matthew Vaughn     | N.D.                          | Jane Goldman, Matthew Vaughn | David Reid, Adam Bohling, Matthew Vaughn |
| Film prequel                     |                    |                    |                               |                              |                                          |
| The King's Man - Le origini      | 22 dicembre 2021   | Matthew Vaughn     | Karl Gajdusek, Matthew Vaughn | Matthew Vaughn               | Adam Bohling, David Reid, Matthew Vaughn |
| The King's Man: The Traitor King | N.D.               | Matthew Vaughn     | N.D.                          | Matthew Vaughn               | Matthew Vaughn                           |

## Personaggi e interpreti
Questa sezione include i personaggi che sono apparsi nella serie:
- La cella vuota e grigia scura indica che il personaggio non è presente nel film.
- A indica un'apparizione attraverso filmati o audio d'archivio.
- C indica un cameo.
- Y indica una versione più giovane del personaggio.

| Personaggi                        | Trilogia originale         | Trilogia originale          | Trilogia originale       | Film prequel                    | Film prequel                     |
| Personaggi                        | Kingsman: Secret Service   | Kingsman - Il cerchio d'oro | Kingsman: The Blue Blood | The King's Man - Le origini     | The King's Man: The Traitor King |
| --------------------------------- | -------------------------- | --------------------------- | ------------------------ | ------------------------------- | -------------------------------- |
| Harry Hart Galahad                | Colin Firth                | Colin Firth                 | Colin Firth              |                                 |                                  |
| Gary "Eggsy" Unwin Galahad        | Taron EgertonAlex NikolovY | Taron Egerton               | Taron Egerton            |                                 |                                  |
| Tilde                             | Hanna Alström              | Hanna Alström               | Hanna Alström            |                                 |                                  |
| Chester King Artù                 | Michael Caine              |                             |                          |                                 |                                  |
| Roxanne "Roxy" Morton Lancillotto | Sophie Cookson             | Sophie Cookson              | TBA                      |                                 |                                  |
| Hamish Mycroft Merlino            | Mark Strong                | Mark Strong                 | TBA                      |                                 |                                  |
| Charles "Charlie" Hesketh         | Edward Holcroft            | Edward Holcroft             | TBA                      |                                 |                                  |
| Liam                              | Thomas Turgoose            | Thomas Turgoose             | TBA                      |                                 |                                  |
| Jamal                             | Tobi Bakare                | Tobi Bakare                 | TBA                      |                                 |                                  |
| Michelle Unwin                    | Samantha Womack            | Samantha WomackC            |                          |                                 |                                  |
| Richmond Valentine                | Samuel L. Jackson          | Samuel L. JacksonA          |                          |                                 |                                  |
| Gazelle                           | Sofia Boutella             | Sofia BoutellaA             |                          |                                 |                                  |
| Morten Lindström                  | Bjørn Floberg              | Bjørn FlobergA              |                          |                                 |                                  |
| Leslie "Lee" Unwin                | Jonno Davies               |                             |                          |                                 |                                  |
| Professor James Arnold            | Mark Hamill                |                             |                          |                                 |                                  |
| James Spencer Lancillotto         | Jack Davenport             |                             |                          |                                 |                                  |
| Elton John                        |                            | se stesso                   | se stesso                |                                 |                                  |
| Tequila                           |                            | Channing Tatum              |                          |                                 |                                  |
| Ginger Ale Whiskey                |                            | Halle Berry                 |                          |                                 |                                  |
| Champ Champagne                   |                            | Jeff Bridges                |                          |                                 |                                  |
| Jack Daniels Whiskey              |                            | Pedro Pascal                |                          |                                 |                                  |
| Poppy Adams                       |                            | Julianne Moore              |                          |                                 |                                  |
| Sir Giles Artù                    |                            | Michael Gambon              |                          |                                 |                                  |
| Clara Von Gluckfberg              |                            | Poppy Delevingne            |                          |                                 |                                  |
| Orlando Oxford Artù               |                            |                             |                          | Ralph Fiennes                   |                                  |
| Conrad Oxford                     |                            |                             |                          | Harris DickinsonAlexander ShawY |                                  |
| Erik Jan Hanussen Il Pastore      |                            |                             |                          | Daniel Brühl                    |                                  |
| Shola Merlino                     |                            |                             |                          | Djimon Hounsou                  | TBA                              |
| Grigori Rasputin                  |                            |                             |                          | Rhys Ifans                      |                                  |
| Archie Reid Lancillotto           |                            |                             |                          | Aaron Taylor-Johnson            |                                  |
| Giorgio V Parcifal                |                            |                             |                          | Tom Hollander                   |                                  |
| Guglielmo II di Germania          |                            |                             |                          | Tom Hollander                   |                                  |
| Nicola II di Russia               |                            |                             |                          | Tom Hollander                   |                                  |
| Polly Galahad                     |                            |                             |                          | Gemma Arterton                  |                                  |
| Capitano Morton Il Pastore        |                            |                             |                          | Matthew Goode                   |                                  |
| Horatio Herbert Kitchener         |                            |                             |                          | Charles Dance                   |                                  |
| Ambasciatore USA Bedivere         |                            |                             |                          | Stanley Tucci                   |                                  |
| Gavrilo Princip                   |                            |                             |                          | Joel Basman                     |                                  |
| Mata Hari                         |                            |                             |                          | Valerie Pachner                 |                                  |
| Adolf Hitler                      |                            |                             |                          | David Kross                     | TBA                              |
| Vladimir Lenin                    |                            |                             |                          | August Diehl                    |                                  |

## Accoglienza

### Incassi
| Film                             | Data di uscita USA | Incassi ($)  | Incassi ($)    | Incassi ($) | Budget ($) |
| Film                             | Data di uscita USA | Nord America | Internazionale | Mondiale    | Budget ($) |
| -------------------------------- | ------------------ | ------------ | -------------- | ----------- | ---------- |
| Kingsman: Secret Service         | 13 febbraio 2015   | 128261724    | 286089822      | 414351546   | 81000      |
| Kingsman - Il cerchio d'oro      | 22 settembre 2017  | 100234838    | 310667824      | 410902662   | 104000     |
| Kingsman: The Blue Blood         | N.D.               | N.D.         | N.D.           | N.D.        | N.D.       |
| The King's Man - Le origini      | 22 dicembre 2021   | 37176373     | 88721105       | 125897478   | 100000     |
| The King's Man: The Traitor King | N.D.               | N.D.         | N.D.           | N.D.        | N.D.       |
| Totale                           | Totale             | 265672935    | 685478751      | 951151686   | 285000     |

### Critica
| Film                             | Rotten Tomatoes      | Metacritic         | CinemaScore |
| -------------------------------- | -------------------- | ------------------ | ----------- |
| Kingsman: Secret Service         | 75% (266 recensioni) | 60 (50 recensioni) | B+          |
| Kingsman - Il cerchio d'oro      | 51% (308 recensioni) | 44 (44 recensioni) | B+          |
| Kingsman: The Blue Blood         | N.D.                 | N.D.               | N.D.        |
| The King's Man - Le origini      | 40% (183 recensioni) | 44 (40 recensioni) | B+          |
| The King's Man: The Traitor King | N.D.                 | N.D.               | N.D.        |